# Peperomia ramboi
Peperomia ramboi är en pepparväxtart som beskrevs av Truman George Yuncker. Peperomia ramboi ingår i släktet peperomior, och familjen pepparväxter. Inga underarter finns listade i Catalogue of Life.